# 夜勤病棟
『夜勤病棟』は、1999年12月22日にミンクより発売されたWindows 95/98用アダルトゲームである。
本作は聖ユリアンナ病院に転勤した医師・比良坂 竜二が同院に勤務するナース（看護師）たちを調教・凌辱していく内容であり、各ヒロインのルートでは彼女たちが恐怖と快楽によって次第に堕とされる様子が描かれるほか、結末も暗いものが多い。
本作はのちに夜勤病棟シリーズという題名でシリーズされ、2006年には内容を強化した『夜勤病棟 復刻版+』が発売されたほか、2011年には同社からリメイク作品である『真・夜勤病棟』が発売された。
また、ミンク解散後の2024年2月22日には、EXNOAのリメイク専門レーベル・FG REMAKEによるリメイク作品『夜勤病棟リメイク』が発売されており、こちらは『復刻版+』をベースとしている。

## リリース
- 1999年12月22日：『夜勤病棟』発売[1]
- 2000年12月22日：オムニバス・ノベルズゲーム、麻雀ゲーム『ナースDEロン！』やデスクトップテーマなどを追加した『夜勤病棟〜特別盤〜』が発売された。
- 2003年10月11日：『夜勤病棟 DVDPG』が発売。
- 2006年12月22日：画質を向上しアニメーション、新キャラクターを追加した『夜勤病棟 復刻版+』が発売[4]。
- 2011年6月24日：リメイク版『真・夜勤病棟』が発売された。
- 2024年2月22日：DMMのリメイク専門レーベル・FG REMAKEよりグラフィックを描き下ろしたリメイク版『夜勤病棟リメイク』の発売。

## あらすじ
小さな産婦人科に勤務する医師・比良坂 竜二には、8年前に神宮寺 成美という女性を暴行した過去があった。ある日、彼は成美の手配により、聖ユリアンナ病院に転勤する。竜二は再会した成美を警戒するが、彼女は同院に勤務する女性看護師たちを調教してほしいと依頼する。この提案に飛びついた竜二は、夜な夜なナースたちを調教していった。
エンディングによっては、竜二がナースと2人で病院から脱走するものもあれば、院長を籠絡して病院を乗っ取るものもある。

## システム
調教シミュレーションゲームである同作は、昼と夜のパートに分かれている。昼間はナースたちの弱みに関する情報収集をメインとしており、夜のパートはターゲットとなるナースを呼び出し、医療機器を用いた調教を行っていく内容となっている。また、ゲームの進行に合わせ、Hシーンの過激さも増していく。
リメイク版においてもマップによるキャラクター選択が採用されている。

## 開発

### 開発（リメイク）
FG REMAKEというはその名の通り、旧作のリメイクを主軸として行うために立ち上げられたブランドであり、『夜勤病棟リメイク』はその第1弾である。プロデューサーの翔Pは、この作品のリメイクを決めた理由として、一番売れそうだったことに加え、今（2023年）のユーザにも受け入れられると判断したこと、そして、自分にとって思い入れのある作品をリメイクするほうがモチベーションが高まるためだと、アダルトゲーム雑誌「BugBug」とのインタビューの中で説明している。
オリジナル版の魅力はグラフィックにあるという翔Pの考えから、グラフィッカーの選定には最も注意が払われ、リファインした際に最も違和感のない者ということで、BlackCycやmetalogiqで実績のある上田メタヲが起用された。翔Pは上田本人のモチベーションが非常に高かったのもありがたかったと「BugBug」とのインタビューの中で振り返っており、発注する際の不安はなく、最初に提出された絵を見て間違いないと確信が持て、ダメ出しをした記憶がないとも話している。一方、オファーを受けた上田本人は自分の好きな作品だったこともあり、驚きと不安があったものの、最終的にはFG REMAKEへの信頼から思い切ったと「BugBug」とのインタビューの中で振り返っている。上田は苦労した点としてどこまで大好きな原作に近づけられるのかということを挙げており、リメイクする以上、オファーを受けてから作業に入るまで方向性について考え続けていたと話している。また、オリジナル版の構図をそのまま使うと、画面比率を4：3から16：9にした際に台無しになるため、そこが大変だったとも上田は振り返っている。なお、シナリオにおいては、2024年時点の倫理規定に沿った修正にとどめられている。
キャスティング
本作においては調教の段階を演じ分ける必要があったことから、キャスティングにあたっては、Hシーンの演技が上手な者が求められ、メインヒロインの七瀬恋役には純愛作品への出演が多い白月かなめが起用された。白月本人は、有名作品であることに加え、台本から伝わるキャラクターの可愛さでプレッシャーを感じたと2024年のインタビューの中で話す一方、自分が考えた「恋ちゃん」像によってスムーズに収録が進んだとも話している。また、キャスティングの要点である調教の段階の演じ分けには苦戦したとも話している。
一方、児玉ひかる役に起用された鶴屋春人は過去の演者への意識からプレッシャーがあったものの、その人に寄せてもうまくいかないため、そのシーンでのヒロインの気持ちを作ることを重視したと、2024年の「BugBug」とのインタビューの中で語っており、FG REMAKE側から過去の演者に寄せなくてよいといわれたことも後押しになったとしている。
『復刻版+』を初出とする入院患者・苅野真役に起用された綾音まこは、BugBugとのインタビューの中で、主人公への圧が強いところはまさに自分そのままだと語っており、ディレクターに会った際に礼を言ったとも話している。

## 登場人物
声表記の基本は原作/OVA/復刻版+/真/パチスロ/『夜勤病棟リメイク』の順。
比良坂 竜二（ひらさか りゅうじ）
声：郷野三郎（飛田展男）（OVA、真）、堀川りょう（パチスロ）
本作の主人公。聖ユリアンナ病院の産婦人科の医者。成美の依頼で、聖ユリアンナ病院のナースを調教することになる。
七瀬 恋（ななせ れん）
声：御影由宇（池田ひかる）、白月かなめ（夜勤病棟リメイク）
聖ユリアンナ病院の産婦人科のナース。明るくて心優しい性格をしている。同院には恋人であるボクサーが入院しており、恋人の傷害事件を比良坂に知られて脅迫される。
藤沢 亜子（ふじさわ あこ）
声：遠野沙耶（原作、OVA）、草柳順子（復刻版+）、立花あずさ（真）、岩男潤子（パチスロ）、鳴瀬なごみ（夜勤病棟リメイク）
聖ユリアンナ病院の薬局担当のナース。内気だが、礼儀正しい性格をしている。比良坂から「父親の会社が不正をしている」と騙され脅迫される。
児玉 ひかる（こだま ひかる）
声：白坂美緒（原作、OVA）、榊るな（OVA、真）、青葉りんご（復刻版+）、小暮英麻（パチスロ）、鶴屋春人（夜勤病棟リメイク）
聖ユリアンナ病院の小児科のナース。入院している子どもたちにとっての姉的存在である。入院している義妹のことを、比良坂に知られて脅迫される。
新城 礼美（しんじょう れみ）
声：逢川奈々、夏樹柑菜（夜勤病棟リメイク）
聖ユリアンナ病院の産婦人科のナース主任。プライドが高く、完璧主義者として知られている。病院の不正に関わったことを、比良坂に知られて脅迫される。
神宮寺 成美（じんぐうじ なるみ）
声：星置薫（原作、OVA）、歌織（復刻版+）、長原杏子（真）、折笠愛（パチスロ）、風花ましろ（夜勤病棟リメイク）
聖ユリアンナ病院の産婦人科医で、局長。飛び降りて命を絶った女性に対し必死に救命措置をとり命の大切さを涙ながらに訴えていた比良坂を見て恋心を抱いた（実はこのとき比良坂は、命を絶つくらいなら自分の調教の実験になってほしかったという意味合いで嘆いていただけである）。やがて比良坂の調教を通じて彼の本性に愕然とするが、自ら調教を望むようになったことで愛していると勘違いし、比良坂の子を妊娠。出産を望まない比良坂自身によって掃除機による中絶を無理やり行われてしまう。これにより比良坂への復讐を望み、落ちぶれていた比良坂を抜擢し比良坂が成功の道を上り詰めた瞬間に命を狙った。
苅野 真（かりの まこと）
声：榎津まお（復刻版+）、綾音まこ（夜勤病棟リメイク）
『復刻版+』において追加されたキャラクター。父親が聖ユリアンナ病院の外科部長をしている。交通事故で聖ユリアンナ病院に入院している一方、比良坂のことを見下している。
佐世保 知世子（させぼ ちよこ）
声：花南（真）
『真』において追加されたキャラクター。聖ユリアンナ病院のナース。どこにでもいそうな軽い女。

## 主題歌
EDテーマ「TOKI wo KAESHITE」
歌：七瀬恋（御影由宇）
イメージソング「狂った時間」
歌：七瀬恋（御影由宇）

## 反響
オリジナル版
メトロ加賀美によると、本作のメインヒロインである恋が主人公である竜二の調教によって快楽に堕とされる顛末は当時のプレイヤーを驚かせたという。また、恋のかわいらしさや守護欲を掻き立てられるような雰囲気がユーザーの間で評価され、ミンクが2000年代に実施した同社作品キャラクターの人気投票において好きなキャラクター部門で首位を獲得したほか、ひかるも妹にしたいキャラクター部門で首位を獲得した。さらに、竜二の強烈な個性もユーザーの注目をひきつけており、男性キャラクターの中で唯一好きなキャラクター部門において票を獲得したほか、投票の際に「まれに見る変質者だから」とのコメントが寄せられることもあった。ライターのジョッキー☆笹岡も『美少女ゲームマニアックス』に寄せた記事の中で竜二の尊大さと卑屈さについて言及しており、「現実にいたら嫌な奴だけどゲームの中では結構笑わせてくれた」と評価している。
夜勤病棟リメイク
『夜勤病棟リメイク』の制作発表に対してSNS上で盛り上がりがみられ、ブランドの公式アカウントにもリプライが寄せられた。また、2023年後半に放送されていたテレビアニメ『16bitセンセーション ANOTHER LAYER』において『夜勤病棟』が取り上げられたこともあり、番組の視聴者からも反響があったという。

### 売上成績
美少女ゲーム業界紙『PC NEWS』の集計によると、2000年12月22日に発売された『夜勤病棟〜特別盤〜』は、発売月の月間売上美少女ソフトランキングで6位にランクインした。

### 評価
オリジナル版および『復刻版+』
メトロ加賀美は「萌えゲー.net」に寄せたレビュー記事の中で、『夜勤病棟復刻版+』ですら今（2024年）から15年以上前の作品であることに驚かされるが、今遊んでもぐっとくるシーンが多いと評している。具体的には調教ゲームとしてのダークさと、ヒロインたちの可憐さの落差、そしてどんどん堕ちていくヒロインたちの変化が本作の魅力であると加賀美は語っている。また、『復刻版+』で追加されたアニメーションについて加賀美は今の作品と比べると単調に見えるかもしれないが、味わいがあるとも評している。
真・夜勤病棟
ライターのイ・ヤン提督は「Media Clip」に寄せた記事の中で、オリジナル版より遊びやすくなり、リメイク作品としても手堅くまとまっていると評している。一方、リメイク故先が読めてしまったと述べており、Hシーンは定番が多いと指摘している。また、新キャラクターである知世子は単なる犯され役であり、他のキャラクターとの接点やエンディングがなく、彼女を登場させるのならば既存キャラクターである恋の描写を強化すべきだったのではないかとしている。
夜勤病棟リメイク
メトロ加賀美は「萌えゲー.net」に寄せたレビュー記事の中で、『夜勤病棟リメイク』について、冒頭における竜二と恋の出会いから、原画家が変わることへの不安が一掃されたとし、彼女の要である柔らかな印象に、上田メタヲの特徴である透明感が加わったことで懐かしくも新しい姿になったと評している。加賀美は藤沢亜子をはじめとするほかのヒロインたちもオリジナル版と比べるとやや肉感的ながらも、ビジュアルからその魅力が伝わってくると述べており、ナースとしての日常イベントも見ごたえがあったとしているほか、Hシーンもアニメーションと肉感的なビジュアルが相まって新鮮さを感じたとしている。
アダルトゲーム雑誌「BugBug」2024年5月号に掲載されたレビューにおいて、レビュアーのDIEは、主人公である竜二を「不純が服を着た主人公」と評するなど、その強烈なキャラクター性について評価しており、些細なことで嫉妬する彼の危険な思想がヒロインへの嗜虐性として噴出する点が、凌辱・調教ものとしての醍醐味だと分析している。DIEは彼の「実験」が強烈できわどい内容のものばかりであるからこそ、処女喪失程度では打ちのめされなかったヒロインが少しずつ絶望の淵に追いやられ、ついには心が堕ちるという説得力が出てくると評価しており、とりわけインパクトが強かった例として完璧主義者の礼美が潔癖症であることを突かれてパニックに陥る場面を挙げている。DIEはこのような観点から、初対面時から竜二を見下してきた真や、年齢のわりに生意気な態度をとるひかるの方が堕ちた際の落差が強くて征服欲が満たされるとした一方、清楚で可憐な恋や温厚な亜子についてはややかわいそうに思えたと述べている。

## メディア展開

### OVA
夜勤病棟
- 発売元：ディスカバリー,全10巻および総集編2巻

8巻が2003年度、第2回美少女アニメーション大賞を受賞。

### 小説
全巻がパラダイム出版より出版。
高橋恒星著
- 夜勤病棟 ISBN 4-89490-085-8
  - 夜勤病棟 〜堕天使たちの集中治療室〜 ISBN 4-89490-103-X
  - 夜勤病棟 〜特別盤 裏カルテ閲覧〜 - 短編小説集 ISBN 4-89490-118-8

### パチスロ
| 機種名     | メーカー | 発売年月     | 備考                                                                               | 脚注   |
| ---------- | -------- | ------------ | ---------------------------------------------------------------------------------- | ------ |
| 夜勤病棟   | イレブン | 2007年7月2日 | パチンコでは以前にも存在するが、パチスロ史上初めてのアダルトゲームとのタイアップ。 | [ 19 ] |
| 夜勤病棟壱 | JIN      | 2012年2月    | JINのパチスロ機第一弾。RT（リプレイタイム）機能を搭載。                            |        |

### その他商品・サービス
美少女フィギュア
- 夜勤病棟 七瀬 恋 - 1/7スケールフィギュアで、4-Heartsより発売された[20]。

渋谷イメージSMクラブ 夜勤病棟
2006年9月3日にミンクと正式な業務提携を結び東京都渋谷区道玄坂にオープンしたSMクラブ。提携契約満了により2008年3月25日営業終了。